# Рудра Саварни
Рудра Саварни (Санскр. रुद्रसावर्णि) - Ману, прародитель человечества в двенадцатой манвантаре согласно верованиям индуистов. Он сын Рудры. Двенадцатая Манвантара - это период времени в будущем. В манвантаре Индра - Ретудама. Боги - Хариты. Семь великих мудрецов (саптариши) в этой манвантаре: Дьёти, Тапасви, Сутапа, Тапомурти, Тапониди, Тапорати и Тапомати. У Рудра Саварни Ману будет несколько сыновей, старшего назовут Деваван.